# Mels Crouwel
Mels Crouwel (* 1953 in Amsterdam) ist ein niederländischer Architekt.

## Leben
Mels Crouwel schloss 1978 sein Studium an der Technischen Universität Delft als Ingenieur Bauwesen ab.
1979 gründete er zusammen mit Jan Benthem das Büro Benthem Crouwel Architekten in Amsterdam.
Von 2004 bis 2008 war Mels Crouwel Haupt-Regierungs-Architekt (niederländisch: Rijksbouwmeester) der Niederlande. Er ist Mitglied des „Bond van Nederlandse Architecten“ (Bund der niederländischen Architekten) und Ehrenmitglied des Bundes Deutscher Architekten.
Von 1985 bis 1987 war er im Kunstrat von Amsterdam tätig, von 1987 bis 1991 im Rat der Kunst, von 1996 bis 2004 lehrte er am Niederländischen Architekturinstitut (NAI) und von 1998 bis 2005 am „Amsterdams Fonds voor de Kunst“ (wörtlich: Amsterdamer Fonds für die Kunst).
Mels Crouwel ist der Sohn des niederländischen Grafikers Willem Hendrik Crouwel.